# Mariánské Radčice
Mariánské Radčice település Csehországban, a Mosti járásban. Mariánské Radčice Most, Litvínov, Osek, Bílina, Lom és Louka u Litvínova településekkel határos. Lakosainak száma 460 fő (2024. január 1.).

## Népesség
A település lakosságának változását az alábbi diagram mutatja:
| Lakosok száma | 823  | 1825 | 2801 | 2117 | 1405 | 441  | 481  | 469  | 463  | 460  |
|               | 1869 | 1900 | 1921 | 1961 | 1980 | 2011 | 2016 | 2019 | 2021 | 2024 |